# Jěwa
Jěwa (IPA: 'i̯ɪu̯a) ist ein weiblicher Vorname. Es ist die sorbische Form des Namens Eva.
Für weitere Informationen zum Namen siehe den Hauptartikel Eva (Vorname).

## Bekannte Namensträgerinnen
- Jěwa-Marja Čornakec (* 1959), sorbische Schriftstellerin, Übersetzerin und Redakteurin
- Jěwa Wórša Lanzyna (1928–2020), sorbische Malerin, Grafikerin, Keramikerin und Buchgestalterin